# Cristina Pomacu
Cristina Pomacu (n. 15 septembrie 1973, Calafat, Dolj, România) este o fostă alergătoare română.

## Carieră
Olteanca a început atletismul la Deva cu ajutorul vărului ei, fostul fotbalist Fănel Țîră. Apoi a ajuns la Craiova unde a fost cooptată la lot. La vârsta de 17 ani a fugit deja două maratoane. A fost multiplă campioană națională în probele de semimaraton, maraton și echipe.
De patru ori, în anii 1995, 1996, 1997 și 2000, a obținut aurul la Campionatele Mondiale de Semimaraton cu echipa României la care se adaugă medalia de argint din 1998 și două medalii de argint la individual, în 1995 și în 1997. De două ori a câștigat medalia de aur la universiadă la 10 000 m. La semimaratonul de la Lisabona din 1998 a alergat cel mai bun timp al unei românce, 68,09 min. Dar traseul nu a fost omologat de către IAAF.
Cristina Pomacu a câștigat de trei ori Maratonul de la Belgrad, în anii 1994, 2000 și 2001. În 1995 a câștigat Maratonul de la Marrakech și în același an a obținut medalia de bronz la Cupa Mondială de Maraton de la Atena. În 1996 a participat la Jocurile Olimpice de la Atlanta dar nu a terminat cursa. 
În 2004 ea a primit Ordinul Meritul Sportiv clasa a III-a.

## Realizări
| An   | Competiție                         | Locație                   | Loc | Eveniment   | Note    |
| ---- | ---------------------------------- | ------------------------- | --- | ----------- | ------- |
| 1994 | Maratonul de la Belgrad            | Belgrad, Iugoslavia       | 1   | maraton     | 2:33:08 |
| 1994 | Campionatul European               | Helsinki, Finlanda        | 24  | maraton     | 2:40,48 |
| 1995 | Maratonul de la Marrakech          | Marrakech, Maroc          | 1   | maraton     | 2:34:21 |
| 1995 | Cupa Mondială de Maraton           | Atena, Grecia             | 3   | maraton     | 2:32:09 |
| 1995 | Cupa Mondială de Maraton           | Atena, Grecia             | 1   | echipe      | 2:32:09 |
| 1995 | Campionatul Mondial de Semimaraton | Belfort, Franța           | 2   | semimaraton | 1:10:22 |
| 1995 | Campionatul Mondial de Semimaraton | Belfort, Franța           | 1   | echipe      | 1:10:22 |
| 1996 | Jocurile Olimpice                  | Atlanta, Statele Unite    | –   | maraton     | NT      |
| 1996 | Campionatul Mondial de Semimaraton | Palma de Mallorca, Spania | 11  | semimaraton | 1:13:05 |
| 1996 | Campionatul Mondial de Semimaraton | Palma de Mallorca, Spania | 1   | echipe      | 1:13:05 |
| 1997 | Campionatul Mondial de Semimaraton | Košice, Slovacia          | 2   | semimaraton | 1:08:43 |
| 1997 | Campionatul Mondial de Semimaraton | Košice, Slovacia          | 1   | echipe      | 1:08:43 |
| 1998 | Campionatul Mondial de Ekiden      | Manaus, Brazilia          | 3   | ekiden      | 2:24:13 |
| 1998 | Campionatul Mondial de Semimaraton | Uster, Elveția            | 8   | semimaraton | 1:10:39 |
| 1998 | Campionatul Mondial de Semimaraton | Uster, Elveția            | 2   | echipe      | 1:10:39 |
| 1999 | Maratonul de la Paris              | Paris, Franța             | 4   | maraton     | 2:30:56 |
| 1999 | Campionatul Mondial de Semimaraton | Palermo, Italia           | 16  | semimaraton | 1:11:45 |
| 1999 | Campionatul Mondial de Semimaraton | Palermo, Italia           | 4   | echipe      | 1:11:45 |
| 2000 | Maratonul de la Belgrad            | Belgrad, Iugoslavia       | 1   | maraton     | 2:36:54 |
| 2000 | Campionatul Mondial de Semimaraton | Veracruz, Mexic           | 7   | semimaraton | 1:12:06 |
| 2000 | Campionatul Mondial de Semimaraton | Veracruz, Mexic           | 1   | echipe      | 1:12:06 |
| 2000 | Maratonul de la Tokio              | Tokio, Japonia            | 12  | maraton     | 2:32:52 |
| 2001 | Maratonul de la Belgrad            | Belgrad, Iugoslavia       | 1   | maraton     | 2:29:44 |
| 2001 | Campionatul Mondial                | Edmonton, Canada          | –   | maraton     | NT      |
| 2002 | Maratonul de la Osaka              | Osaka, Japonia            | 8   | maraton     | 2:31:17 |
| 2002 | Campionatul Mondial de Semimaraton | Bruxelles, Belgia         | 28  | semimaraton | 1:12:19 |
| 2002 | Campionatul Mondial de Semimaraton | Bruxelles, Belgia         | 4   | echipe      | 1:12:19 |

1. ↑  Aurica Buia a fost a patra cea mai bună româncă, doar primele trei au primit o medalie.

## Recorduri personale
| Probă       | Performanță | Dată             | Locație     |
| ----------- | ----------- | ---------------- | ----------- |
| 10 000 m    | 32:15,02    | 20 iulie 1997    | București   |
| 10 km       | 32:18       | 24 iulie 2002    | Voorthuizen |
| Semimaraton | 1:08:43     | 4 octombrie 1997 | Košice      |
| Semimaraton | 1:08:09*    | 15 martie 1998   | Lisabona    |
| Maraton     | 2:29:44     | 21 aprilie 2001  | Belgrad     |

* Traseul nu a fost omologat.